# النمو الاخضر
النمو الأخضر Green Growth تعرف منظمة التعاون والتنمية الاقتصادية (OECD) إستراتيجية النمو الأخضر بأنها تعزيز النمو الاقتصادي والتنمية مع ضمان استمرار الثروات الطبيعية التي توفّر الموارد والخدمات البيئية التي تعتمد عليها رفاهيتنا، ولتحقيق ذلك يجب تحفيز الاستثمار والمنافسة والابتكار، والتي من شأنها أن تعزز النمو المستدام وتتيح فرصا اقتصادية جديدة، وتنطوي إستراتيجية النمو الأخضر في دول منظمة التعاون والتنمية الاقتصادية على أجندة سياسة تشغيلية يمكن أن تساعد في تحقيق تقدم ملموس وقابل للقياس في واجهة الاقتصاد والبيئة، ولديها تركيز قوي على تعزيز الظروف اللازمة للابتكار والاستثمار والمنافسة يمكن أن تؤدي إلى مصادر جديدة للنمو الاقتصادي بما يتفق مع النظم البيئية المرنة.
ويعرّف البنك الدولي النمو الأخضر بأنه النمو الذي يتسم بالفعّإليه في استخدامه للموارد الطبيعية، ويتسم بالنظافة ؛ إذ يحدّ من أثر تلوث الهواء والآثار البيئية، ويتسم –أيضا-بالقوة فيراعي المخاطر الطبيعية ودور الإدارة البيئية ورؤوس الأموال الطبيعية في منع الكوارث المادية، ولا بد أن يكون هذا النمو شاملا.
ويعرّف همر (Hammer) وآخرون النمو الأخضر على أنه تعزيز النمو الاقتصادي والتنمية من خلال الفعّاليات الحضرية التي تقلل من الآثار البيئية الخارجية السلبية وأثرها على الثروات الطبيعية والضغط على خدمات النظم البيئية؛ حيث أن تحفيز الاقتصاد الحضري وتوسيع قطاع الحضر الأخضر يمكن أن يولّد النمو (من خلال زيادة العرض والطلب) وخلق فرص العمل وزيادة جاذبية المدن، وهذه التأثيرات جزئيا نتيجة من التفاعلات الأقوى على المستوى الحضري بين الكفاءة الاقتصادية والعدالة والأهداف البيئية.